# Маріс Янсонс
Ма́ріс Іварс Ґеорґс Я́нсонс (латис. Mariss Ivars Georgs Jansons, рос. Марис Арвидович Янсонс; 14 січня 1943, Рига — 30 листопада 2019, Санкт-Петербург) — латвійський диригент, син Арвіда Янсонса.

## Біографія
Мати Янсонса — співачка Іраїда Янсонс, народила його в укритті, в якому, будучи єврейкою, ховалася в роки окупації Риги німецько-фашистськими військами. Всі родичі Янсонса по материнській лінії загинули в Голокості. У дитинстві навчався у батька грі на скрипці, в 1957 році поступив в Ленінградську консерваторію в класи фортепіано і диригування Миколи Рабиновича. З 1969 по 1972 рік стажувався у Відні у Ганса Сваровські і в Зальцбурзі у Герберта фон Караяна. Після перемоги Янсонса на конкурсі диригентів імені Караяна в Берліні в 1971 році, Караян запропонував молодому музиканту стати його асистентом у Берлінській філармонії, проте радянська влада наклала на це заборону.
Два роки по тому Янсонс отримав місце асистента диригента оркестру Ленінградської філармонії, з 1985 — асистент головного диригента (Євгенія Мравінського) .
С 1979 року займав місце музичного керівника оркестру Філармонії Осло, за час роботи з колективом (до 2000) значно підняв його виконавський рівень, довівши його до світових стандартів. З цим оркестром Янсонс виступав в Карнегі-холі, на Зальцбурзькому фестивалі, в Токіо і на інших концертних майданчиках, а також зробив ряд записів творів російських та європейських композиторів, у тому числі всіх симфоній Чайковського, оркестрових творів Дворжака, Сібеліуса та інших авторів. Серед інших колективів, з якими працював Янсонс — оркестр Концертгебау, Берлінський філармонічний оркестр, симфонічний оркестр Баварського радіо, Чиказький, Клівлендський і Пітсбургський симфонічні оркестри. З 1992 працює також у Латвії, будучи керівником Латвійського національного оркестру, з 1994 співпрацює з Віденським філармонічним оркестром, в 2006 диригував Новорічних концертом.
З 2004 року і по березень 2015 року був головним диригентом нідерландського Концертгебау.

## Творчість
Репертуар Янсонса дуже широкий, проте основу його складають твори композиторів XIX і початку XX століття — Берліоза, Малера, Сібеліуса, Рахманінова. Як керівник Філармонічного оркестру Осло став володарем норвезького Королівського ордена пошани.
Численні диски Янсонса користуються великою популярністю і неодноразово здобували різноманітні нагороди. Янсонс записав цикл всіх симфоній і концертів Рахманінова з ЗКР АСО СПб філармонії, всі симфонії Шостаковича з кількома провідними оркестрами Європи і Америки (премія «Греммі» 2005 року за виконання Тринадцятої симфонії Шостаковича).
Янсонс веде активну викладацьку діяльність, виступає на радіо і телебаченні, з 1995 працює в Петербурзької консерваторії, де викладає диригування та керує студентським симфонічним оркестром.